# بني مشترا مسترا (واد ملحة)
بني مشترا مسترا هي إحدى مشيخات المملكة المغربية، تتبع جغرافيا لإقليم شفشاون وإداريًا لواد ملحة. يقدر عدد سكانها بـ 6187 نسمة حسب الإحصاء الرسمي للسكان والسكنى لسنة 2004.